# Grani skáld
Grani skáld fue un escaldo de Islandia del siglo XI. Skáldatal le menciona como uno de los poetas de la corte de Harald III de Noruega a quien compuso un poema de alabanza y honor. Solo se han conservado dos estrofas que aparecen en Morkinskinna, una de las sagas reales y Skáldskaparmál; ambas evocan la campaña militar victoriosa de Harald contra Svend II de Dinamarca, así como el rescate que tuvo que pagar Þorkell por la liberación de sus hijas, que fue una humillación para el rey. 